# Lê Vinh Quy
Lê Vinh Quy (sinh 21 tháng 5 năm 1967) là một tướng lĩnh của lực lượng Công an nhân dân Việt Nam, hàm Thiếu tướng. Ông hiện là Ủy viên Ban Thường vụ Tỉnh ủy Đắk Lắk, Bí thư Đảng ủy, Giám đốc Công an tỉnh Đắk Lắk.

## Tiểu sử
- Từ tháng 10/1985 đến tháng 7/1990:
Học viên Trường Đại học Cảnh sát nhân dân, Bộ Công an.
- Từ tháng 8/1990 đến tháng 12/1996:
Cán bộ Đội Cảnh sát điều tra tội phạm về trật tự xã hội, Công an huyện Cư Jút, tỉnh Đắk Lắk (nay là tỉnh Đắk Nông).
- Từ tháng 01/1997 đến tháng 7/2003:
Đội trưởng, Đội Cảnh sát điều tra tội phạm về trật tự xã hội, Công an huyện Cư Jút, tỉnh Đắk Lắk (nay là tỉnh Đắk Nông).
- Từ tháng 8/2003 đến tháng 4/2010:
Trung tá, Phó trưởng Công an huyện Cư Jút, tỉnh Đắk Nông.
- Từ tháng 5/2010 đến tháng 4/2012:
Trưởng phòng, Phòng Cảnh sát điều tra tội phạm về trật tự xã hội, Công an tỉnh Đắk Nông
- Từ tháng 5/2012 đến tháng 6/2015:
Thượng tá, Trưởng Công an huyện Cư Jút, tỉnh Đắk Nông.
- Từ tháng 7/2015 đến tháng 12/2019:
Đại tá, Phó Giám đốc Công an tỉnh Đắk Nông.
- Từ tháng 01/2020 đến tháng 02/2021:
Ủy viên Ban Thường vụ tỉnh ủy, Bí thư Đảng ủy, Đại tá, Giám đốc Công an tỉnh Lâm Đồng.
- Từ tháng 02/2021 đến nay:
Ủy viên Ban Thường vụ Tỉnh ủy, Bí thư Đảng ủy, Thiếu tướng, Giám đốc Công an tỉnh Đắk Lắk.

## Giáo dục
- Giáo dục phổ thông: 12/12
- Đại học Cảnh sát nhân dân - Thạc sĩ
- Cao cấp lí luận chính trị

## Khen thưởng
- Huân chương Chiến công hạng Nhất
- 02 lần danh hiệu "Chiến sĩ thi đua toàn lực lượng CAND"